# Aromantai (Pulau Beringin)
Aromantai (Aramantal) is een plaats en kelurahan (bestuurslaag) in het onderdistrict (kecamatan) Pulau Beringinin, regentschap Ogan Komering Ulu Selatan van de provincie Zuid-Sumatra, Indonesië. Aromantai telt 1510 inwoners (volkstelling 2010).